# MBN 뉴스7
《MBN 뉴스7》은 대한민국 MBN에서 평일 저녁 7시, 주말 저녁 7시 30분에 방송되는 MBN의 메인 뉴스 프로그램이다. 주말에는 《MBN 뉴스센터》라는 명칭으로 방송된다.

## 방송 시간
- 2002년 5월 13일 ~ 2006년 일자 미상 : 평일 저녁 7시 ~ 7시 50분
- 2006년 일자 미상 ~ 2009년 10월 23일 : 평일 저녁 8시 ~ 8시 50분
- 2009년 10월 26일 ~ 2011년 11월 30일 : 평일 저녁 8시 ~ 밤 9시
- 2011년 12월 1일 ~ 2011년 12월 25일 : 평일 저녁 8시 ~ 밤 9시 , 주말 저녁 8시 ~ 8시 30분
- 2011년 12월 26일 ~ 2012년 1월 1일 : 평일 밤 10시 ~ 11시, 주말 저녁 8시 ~ 8시 40분
- 2012년 1월 2일 ~ 2012년 2월 5일 : 평일 밤 10시 ~ 11시, 주말 저녁 8시 ~ 8시 40분
- 2012년 2월 6일 ~ 2012년 4월 6일 : 평일 밤 10시 ~ 10시 50분, 주말 밤 10시 ~ 10시 30분
- 2012년 4월 7일 ~ 2014년 9월 21일 : 평일 저녁 8시 ~ 밤 9시, 주말 저녁 8시 ~ 8시 30분
- 2014년 9월 22일 ~ 2016년 10월 23일  : 평일 저녁 7시 40분 ~ 8시 40분, 주말 저녁 7시 40분 ~ 8시 30분
- 2016년 10월 24일 ~ 2017년 7월 2일  : 평일 저녁 7시 30분 ~ 8시 40분, 주말 저녁 7시 30분 ~ 8시 20분
- 2017년 7월 3일 ~ 2020년 2월 2일 : 평일 저녁 7시 30분 ~ 8시 30분, 주말 저녁 7시 30분 ~ 8시 20분
- 2020년 2월 3일 ~ 2022년 6월 6일 : 평일 저녁 7시 20분 ~ 8시 30분, 주말 저녁 7시 30분 ~ 8시 20분
- 2022년 6월 7일 ~ 현재  : 평일 저녁 7시 ~ 8시 10분, 주말 저녁 7시 30분 ~ 8시 20분

## 방송 시간대 편성
- 평일은 1시간 10분, 주말은 50분으로 방송 분량이 나간다.

## 앵커
- 평일 : 최중락, 유호정 (2025년 4월 1일 ~ 현재)
- 주말 : 강영호, 정아영 (2025년 4월 5일 ~ 현재)

## 역대 앵커
- 평일 : 김주하 (2015년 12월 1일 ~ 2025년 3월 31일)
- 주말 : 최일구 (2017년 9월 2일 ~ 2022년 6월 5일)
- 주말 : 정아영[1] (2024년 6월 30일까지)
- 주말 : 한성원, 김유진 (2024년 7월 6일 ~ 2025년 3월 30일)

## 기상 캐스터
- 평일 : 정예은
- 주말 : 김다영

## 타이틀 변천사
| 기수 | 타이틀                 | 방송 기간                           |
| ---- | ---------------------- | ----------------------------------- |
| 1기  | MBN 종합뉴스           | 2002년 5월 13일 ~ 2009년 10월 23일  |
| 2기  | MBN 뉴스 8             | 2009년 10월 26일 ~ 2011년 12월 25일 |
| 3기  | MBN 뉴스 10 MBN 뉴스 8 | 2011년 12월 26일 ~ 2012년 1월 1일   |
| 4기  | MBN 뉴스 10            | 2012년 1월 2일 ~ 2012년 4월 6일     |
| 5기  | MBN 뉴스 8             | 2012년 4월 7일 ~ 2019년 9월 22일    |
| 6기  | MBN 종합뉴스           | 2019년 9월 23일 ~ 2022년 6월 6일    |
| 7기  | MBN 뉴스7 MBN 뉴스센터 | 2022년 6월 7일 ~ 현재               |

## 시보 광고
- 현대자동차그룹 (현대자동차, 기아)

## 같이 보기
- KBS 뉴스 9 (KBS 1TV)
- MBC 뉴스데스크 (MBC TV)
- SBS 8 뉴스 (SBS TV)
- EBS 저녁뉴스 (EBS 1TV)
- JTBC 뉴스룸 (JTBC)
- TV조선 뉴스 9 (TV조선)
- TV조선 뉴스 7 (TV조선)
- 뉴스A (채널A)
- YTN 뉴스NIGHT (YTN)
- 뉴스투나잇 (연합뉴스TV)